# Tasa de baudios
La tasa de baudios (en inglés baud rate ―también conocida como baudaje―) es el número de unidades de señal por segundo. Un baudio puede contener varios bits.
Aunque a veces se confunden los baudios con los bits por segundo, son conceptos distintos. En transmisiones digitales ocurre lo siguiente: la información digital, codificada en bits, normalmente no se puede enviar directamente por el medio de transmisión (por ejemplo asociando un nivel eléctrico al 1 y al 0, típicamente 5 V y 0 V, respectivamente) debido a que los medios de transmisión suelen estar limitados en banda ―esto es, que solo dejan pasar las componentes frecuenciales de una señal que se encuentren en un rango determinado de frecuencias (por ejemplo, entre 1 kHz y 4 kHz)―.
Ocurre que al codificar los bits como un nivel eléctrico, la señal sufre transiciones muy rápidas, lo que genera frecuencias muy altas. Por ejemplo, si se quiere transmitir un 1 y después un 0, hay que pasar de 5 V a 0 V inmediatamente.
Una manera de solucionar esto es codificando los bits de otra manera; por ejemplo, asociando cada bit a una señal que el medio sí admita, como por ejemplo, senos y cosenos; si el medio limita a señales que se encuentren en el rango de 1 kHz y 4 kHz, podemos transmitir una señal sinusoidal de 2 kHz para expresar un 1 y otra de 3 kHz para expresar un 0, lo que sería una manera primitiva de modulación FSK (frequency shift keying o ‘codificación por desplazamiento en frecuencia’). Estas señales tienen un tiempo de duración comúnmente llamado tiempo de símbolo T, de modo que cada T segundos se transmite una de las dos señales. Como cada señal codifica 1 bit, cada T segundos se transmite 1 bit, luego la tasa de bits es 1/T bps (bits por segundo), que en este caso coincide con los baudios.
Puede ser interesante codificar de una manera más complicada, usando por ejemplo cuatro senos; así un seno a 1 kHz significa 00, uno a 2 kHz corresponde a 01, los 3 kHz a 10 y los 4 kHz a 11. De este modo, la tasa de baudios sigue siendo 1/T baudios ya que se transmite una señal cada T segundos. No obstante, la tasa de bits es distinta porque en cada señal van 2 bits, esto es 2/T bps (o 2 bits cada T segundos). De manera general, una señal puede codificar
{\displaystyle 2^{n}} bits {1, 2, 4, 8, 16, 32, 64, 128...} y se define la tasa de símbolo Rs como el número de símbolos (señales) que se transmiten en un tiempo de símbolo T, normalmente:
Asimismo, la tasa de bits (bitrate) es el número de bits que se transmiten en un tiempo T y se calcula como:
Consideraciones:
- La tasa de baudios y la tasa de bps aumentan si disminuye T.
- La tasa de bits aumenta también si aumenta n.
- La tasa de baudios siempre es menor o igual a la tasa de bits, esto es:

 ya que: 
 con n = {0, 1, 2, 3,...}
- Datos: Q428083